# 南亨普斯特德 (紐約州)
南亨普斯特德（英語：South Hempstead）是位於美國紐約州拿騷縣的普查規定居民點。

## 人口
根據2020年美國人口普查的數據，南亨普斯特德的面積為1.50平方千米，皆為陸地。當地共有人口3406人，而人口密度為每平方千米2,270.67人。